# Nycteola adusta
Nycteola adusta är en fjärilsart som beskrevs av Sheldon 1919. Nycteola adusta ingår i släktet Nycteola och familjen trågspinnare. Inga underarter finns listade i Catalogue of Life.